# Тунбергия крупноцветковая
Тунбе́ргия крупноцветко́вая (лат. Thunbergia grandiflora) — вечнозелёное травянистое вьющееся растение, вид рода Тунбергия (Thunbergia) семейства Акантовые (Acanthaceae).

## Ботаническое описание
Вечнозелёные высоковьющиеся растения; побеги почти голые.
Листья пальчато-рассечённые, 12—20 см длиной, равномерно зубчатые, или слегка дольчатые или цельнокрайные, гладкие с обеих сторон или слегка опушённые.
Цветки — 7,5 см шириной и 7,5 см длиной, часто в плотных свисающих кистях, реже одиночные. Венчик двугубый, с тремя нижними и двумя верхними долями, светло- или тёмно-лиловый, реже белый.

## Распространение
Встречается в Китае, Бутане, северо-восточной Индии, Непале, Индокитае, Мьянме; как заносное — на Сейшельских островах, в Австралии, на Гавайях и в тропической зоне Южной Америки.

## Практическое использование
Культивируется в тёплых оранжереях. Разводится в тропических странах.